# 居里夫婦站
居里夫婦站（法語：Pierre et Marie Curie）是巴黎地鐵的一個車站。居里夫婦站開通於1946年，位於巴黎東南郊的塞納河畔伊夫里。居里夫婦站是巴黎地鐵7號線的車站，車站名稱來自於皮耶·居禮和瑪麗·居禮。本站原名皮埃尔·居里站，2007年3月8日更名为居里夫妇站，成为巴黎地铁系统内第三个以未封圣女性命名的车站。

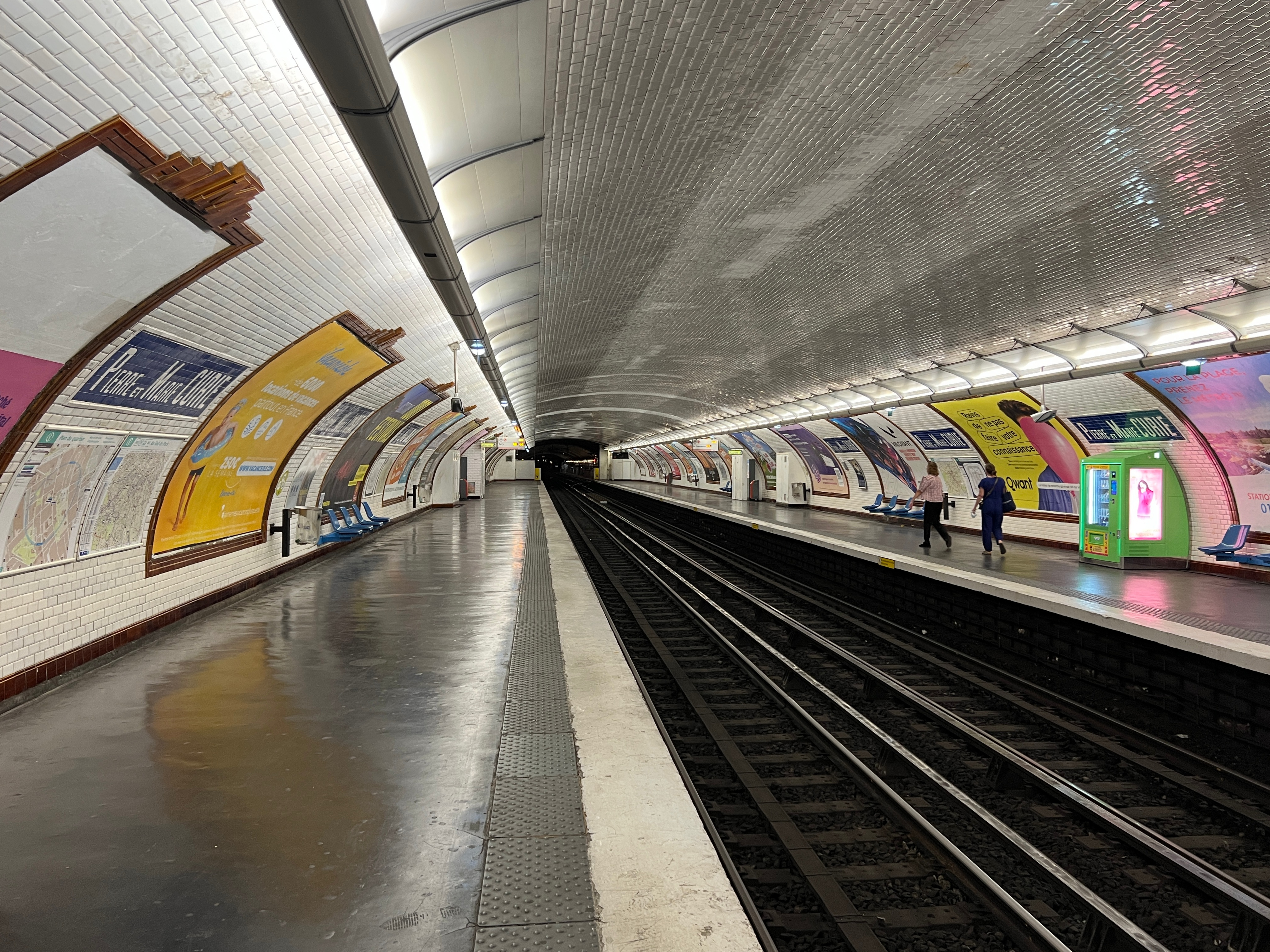
月台（2022年7月）

## 車站結構
| 街道      |                    |                                 |
| B1        | 連接層             |                                 |
| 7號線月台 | 側式月台，右側開門 | 側式月台，右側開門              |
| 7號線月台 | 南行               | 往伊夫里鎮（總站）              |
| 7號線月台 | 北行               | 往新庭-1945年5月8日（伊夫里門） |
| 7號線月台 | 側式月台，右側開門 |                                 |